# Andreas Beck (tenisista)
Andreas Beck (ur. 5 lutego 1986 w Weingarten) – niemiecki tenisista, reprezentant w Pucharze Davisa.

## Kariera tenisowa
Jako zawodowy tenisista występował w latach 2006–2016.
W turniejach rangi ATP World Tour w grze pojedynczej doszedł na przełomie lipca i sierpnia 2009 roku do finału w Gstaad, na nawierzchni ziemnej. Pojedynek finałowy Beck przegrał z Thomazem Belluccim 4:6, 6:7(2). Rywalizując w cyklu ATP Challenger Tour wygrał 5 turniejów.
W grze podwójnej Niemiec osiągnął w czerwcu 2009 roku finał turnieju ATP World Tour w Halle w parze z Marco Chiudinellim. Pojedynek finałowy przegrali z deblem Christopher Kas–Philipp Kohlschreiber 3:6, 4:6. Dwa lata później, na początku maja 2011 roku wraz z Christopherem Kasem awansował do finału zawodów w Monachium, jednak mecz o tytuł zakończył się porażą niemieckiej pary z duetem Simone Bolelli–Horacio Zeballos.
W roku 2009 Beck zadebiutował w barwach reprezentacji Niemiec w Pucharze Davisa w rundzie ćwierćfinałowej przeciwko Hiszpanii. Niemiec przegrał oba swoje singlowe pojedynki, najpierw z Fernando Verdasco, a potem z Juanem Carlosem Ferrero. Po raz ostatni zagrał w zawodach w sezonie 2010.
Najwyżej sklasyfikowany w rankingu singlistów był na 33. miejscu w listopadzie 2009 roku, natomiast w zestawieniu deblistów w styczniu 2012 roku zajmował 116. pozycję.

### Finały w turniejach ATP World Tour
| Legenda                                      |
| -------------------------------------------- |
| Wielki Szlem                                 |
| Igrzyska olimpijskie                         |
| Tennis Masters Cup / ATP Finals              |
| ATP Masters Series / ATP Tour Masters 1000   |
| ATP International Series Gold / ATP Tour 500 |
| ATP International Series / ATP Tour 250      |

#### Gra pojedyncza (0–1)
| Końcowy wynik | Nr | Data            | Turniej | Nawierzchnia | Przeciwnik      | Wynik finału |
| ------------- | -- | --------------- | ------- | ------------ | --------------- | ------------ |
| Finalista     | 1. | 2 sierpnia 2009 | Gstaad  | Ceglana      | Thomaz Bellucci | 4:6, 6:7(2)  |

#### Gra podwójna (0–2)
| Końcowy wynik | Nr | Data            | Turniej   | Nawierzchnia | Partner           | Przeciwnicy                           | Wynik finału |
| ------------- | -- | --------------- | --------- | ------------ | ----------------- | ------------------------------------- | ------------ |
| Finalista     | 1. | 14 czerwca 2009 | Halle     | Trawiasta    | Marco Chiudinelli | Christopher Kas Philipp Kohlschreiber | 3:6, 4:6     |
| Finalista     | 2. | 1 maja 2011     | Monachium | Ceglana      | Christopher Kas   | Simone Bolelli Horacio Zeballos       | 6:7(3), 4:6  |